# Ludvig August Grundtvig
Ludvig August Grundtvig (født 18. december 1868 i Nakskov, død 28. april 1913 i København) var en dansk retslærd.
Grundtvig blev student i 1887, cand. juris i 1893, assistent i Justitsministeriet i 1899, i 1902 midlertidig docent ved Københavns Universitet, samme år Dr. juris med afhandlingen Konossementet. En søretlig Studie. I. Retten ifølge Konossementet, i 1903 efter konkurrence professor ved universitetet.
Frantz Dahl skriver i Salmonsens Konversationsleksikon om Grundtvig:
| “ | Som Retsdyrker stod G. i første Række. Han var den fødte Lærer baade for Begynderen og den mere fremmelige, en klar og skarpsindig Tænker, logiskog stringent, men tillige sikrest og bedst arbejdende med det Stof, det praktiske Rets- og Handelsliv tilførte ham; rent teoretiske Abstraktioner og tom Spekulation laa ham fjernt. Helt igennem præget af hans sjældne juridiske Evner er hans i øvrigt ikke omfattende litterære Produktion. | ” |

## Forfatterskab
Foruden en del anmeldelser, tidsskriftafhandlinger, artikler i Salmonsens konversationsleksikon og lignende skrev han Kortfattet Lærebog i Handels- og Vekselret (1901, 5. oplag ved Wilhelm Thorup 1915), konkurrenceafhandlingen Om Reklamation i Formueretsforhold med særligt Hensyn til Køb og Salg (1903), Kort Fremstilling af Forfatterretten efter L. 29. Marts 1904 og Bernerkonventionen (1905, 2. udgave ved Kai Glahn 1918), og Kort Fremstilling af den danske Søret til Brug ved Forelæsninger (1907, 2. udgave ved Axel Møller 1922). I 1905 besørgede han 2. udgave af Carl Torps Dansk Tingsret. En indgående og fyldig kommentar til Købeloven gav han i Lov om Køb af 6. Apr. 1906 med Forklaringer og alfabetisk Register (1906). Et af ham planlagt arbejde De nordiske Sølove med Domsreferat og Fagregiste (1914) så først dagens lys efter hans død.

## Virke
Også i legislativt arbejde tog Grundtvig virksom del — i 1900 var han sekretær i et udvalg til udarbejdelse af forslag til lov om aktieselskaber, i 1901 sekretær i provinshandelsforeningernes fællesudvalg, i 1903 blev han medlem af den skandinaviske civillovkommission, i 1909 af et nyt aktielovsudvalg —, ligesom han som Danmarks repræsentant deltog i internationale konferencer angående veksel- og søret. I den danske handelsstand var han højt agtet. I en årrække virkede han som sekretær for "Provinshandelsforeningernes Fællesudvalg".

## Udmærkelser
- Modtog Hurtigkarlske stipendium.
- Ridder af Dannebrog (1904)
- Ridder af Sankt Olavs Orden (1910)

## Værker
- Kortfattet Lærebog i Handels- og Vekselret (1901, 5. oplag ved Wilhelm Thorup 1915)
- Konossementet. En søretlig Studie. I. Retten ifølge Konossementet, (1902)
- Om Reklamation i Formueretsforhold med særligt Hensyn til Køb og Salg (1903)
- Kort Fremstilling af Forfatterretten efter L. 29. Marts 1904 og Bernerkonventionen (1905, 2. udgave ved Kai Glahn 1918)
- Kort Fremstilling af den danske Søret til Brug ved Forelæsninger (1907, 2. udgave ved Axel Møller 1922)

Grundvig blev begravet på Frederiksberg Ældre Kirkegård